# Galin Reiau
El Galin Reiau era un tribut d'un galin, un recipient que té la mesura del gra conreat en un terreny de 216 metres quadrats ple de blat, per foc, dels que Alfons el Cast assegura la protecció (annexió) de la Vall d'Aran pel tractat de l'Emparança, que fins llavors pertanyia al Comtat de Comenge, dels quals es comprometia a atorgar els delmes que li corresponien al monestir de Mijaran.